# Rosmalens
Rosmalens is het dialect dat gesproken wordt in Rosmalen. Het dialect behoort tot het Noord-Meierijs, dat weer deel uitmaakt van het Oost-Brabants.
Rosmalens is zeer nauw verwant aan het Bosch, het dialect dat in 's-Hertogenbosch gesproken wordt.  Ten oosten van 's-Hertogenbosch wordt er met de Maaslandse tongval gesproken. Dit is met name rond Oss. Rosmalen ligt dan in een overgangsgebied. Dit is terug te vinden in het woordgebruik.
Rosmalen heeft ten opzichte van 's-Hertogenbosch een eigen kern en daardoor ook een eigen gezicht. Omdat Rosmalen geen bestuurlijke functie had voor de regio, verschilt het dialect sterker ten opzichte van het Bosch. Ook andere plaatselijke dialecten, zoals het Berlicums hebben weer grote verschillen. Een belangrijke oorzaak is te vinden, in de rol die een gemeente heeft vervuld. 's-Hertogenbosch heeft van oudsher een functie gehad voor ambtenaren en was een stad van handel. Hierdoor raakte het Algemeen Nederlands meer verweven met het dialect in 's-Hertogenbosch dan met het dialect in Rosmalen.
Een paar verschillen met het Bossche dialect:
- toffel in plaats van taofel voor "tafel" (Meierijse verkorting).
- hôg in ne kop in plaats van hôôg in ne kop (idem)
- záácht in plaats van zácht

Deze uitdrukkingen zijn fonetisch geschreven. Er staat dus záácht, wat dus aangeeft dat de a-klank wat langer gemaakt wordt.
Andere verschillen zijn benamingen voor bepaalde woorden. Zo kent het Rosmalens een boks voor een broek, wat het Bosch niet kent.

## Kenmerken van het Rosmalens
- Ten opzichte van het Bosch en andere dialecten in Brabant worden de woorden in Rosmalen vrij kort gemaakt. Bijvoorbeeld: Gullie it d'n hillen dag deur. (Jullie eten de hele dag door) of Toffel (Tafel)
- Het meervoud wordt wat langer gemaakt bij het uitspreken ervan. Echter, de schrijfwijze verandert niet. Bijvoorbeeld: Ene zaachte háánd, twi zaachte háánd. (Een zachte hand, twee zachte handen) of twi beum (twee bomen).
- De letter -d- wordt veel vervangen voor de letter -j-. Bijvoorbeeld: - bojem - broaien - rooie.
- De lettercombinatie -sch- wordt uitgesproken als -sk-, wat weer afkomstig is van het Germaans. Bijvoorbeeld: Skiete (Schieten).
- Er zijn in bepaalde woorden overlappingen met het Maaslands, het dialect rond Oss. Bijvoorbeeld: Wà? of Wèllek? voor de vraag Wat zegt u?